# Christina Heinich

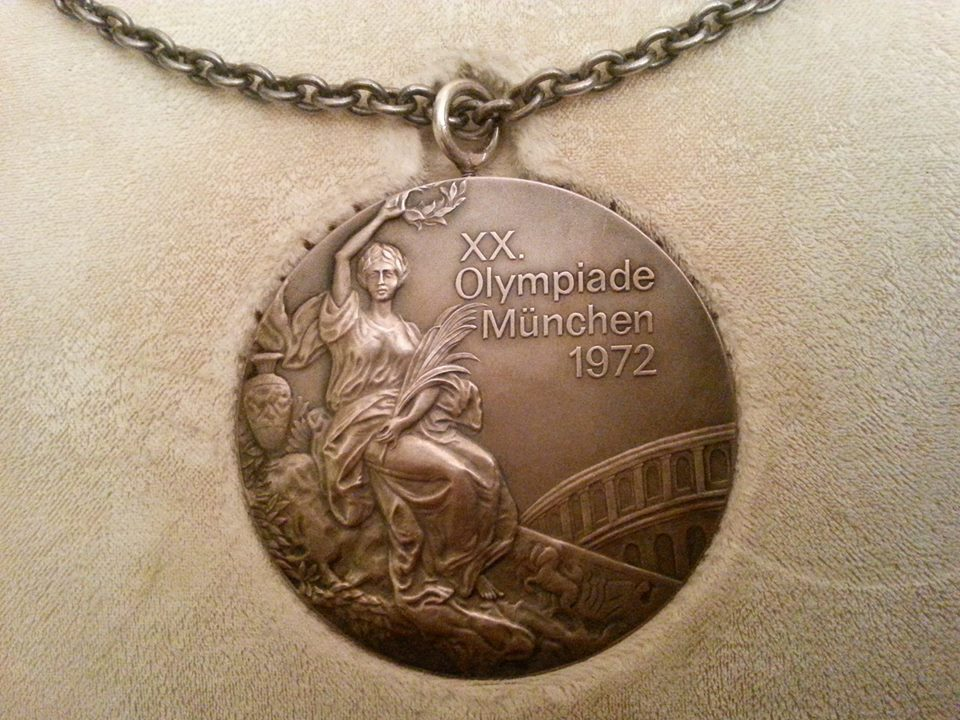
Silbermedaille Christina Heinich Olympische Spiele München 1972 (4-mal-100-Meter-Staffel)

Christina Heinich, verheiratete Schiffner (* 8. Juli 1949 in Leipzig), ist eine deutsche Leichtathletin, die – für die DDR startend – bei den Olympischen Spielen 1972 in München die Silbermedaille in der 4-mal-100-Meter-Staffel gewann (42,95 s, zusammen Evelin Kaufer, Bärbel Struppert und Renate Stecher). Bei diesen Olympischen Spielen startete sie auch im 200-Meter-Einzelrennen und wurde Fünfte (22,89 s).
Nochmals mit der 4-mal-100-Meter-Staffel der DDR siegte sie 1974 bei den Europameisterschaften (42,51 s, zusammen mit Bärbel Eckert, Doris Maletzki und Renate Stecher).
Bei den Europameisterschaften 1966 und 1971 blieb sie ohne Medaillen: 1966 schied sie im 200-Meter-Lauf im Zwischenlauf aus und wurde mit der 4-mal-100-Meter-Staffel Fünfte (45,3 s); 1971 wurde sie im 200-Meter-Lauf Achte.
Christina Heinich startete für den SC Leipzig und trainierte bei Karl-Heinz Balzer u. a. mit Karin Balzer und Regina Höfer. In ihrer aktiven Zeit war sie 1,76 m groß und wog 66 kg. Nach ihrer Sportlerkarriere wurde sie Ingenieur-Ökonomin und war in einer Bauarbeiter-Versorgungsfirma tätig. Sie heiratete den Radsportler und Friedensfahrer Michael Schiffner.

## Auszeichnungen
- 1972 und 1974 – Vaterländischer Verdienstorden in Bronze